# 孔绍忠
孔绍忠（6世紀—？），字孝扬，会稽山阴人，孔子三十三代孙，孔奂之子，孔绍薪之弟。
孔绍忠有才学，官至太子洗马，仪同鄱阳王东曹掾。